# Lith

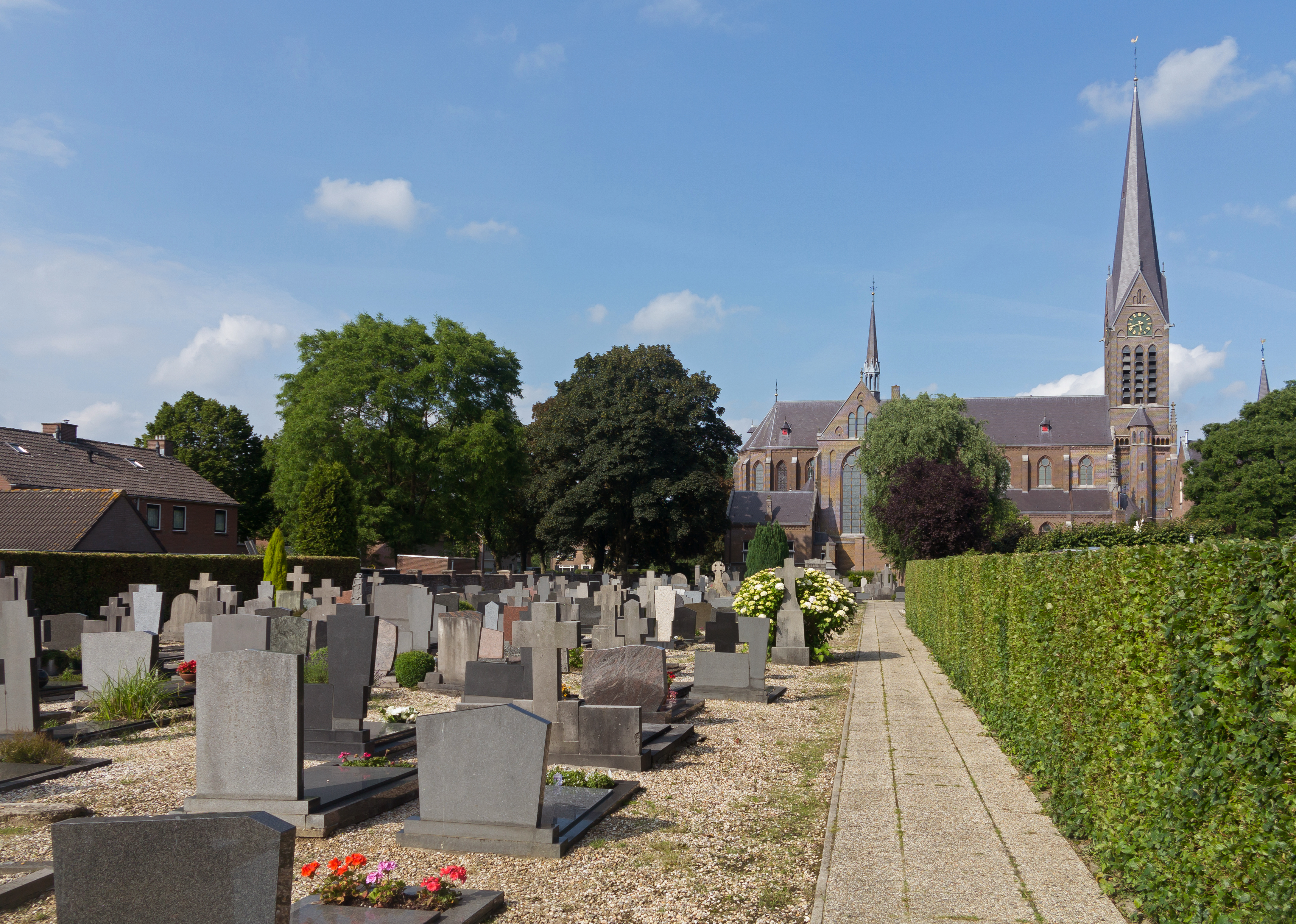
Lith, Kirche: de Sint Lambertuskerk

Lith (anhörenⓘ) ist ein Ort und war eine Gemeinde in der niederländischen Provinz Noord-Brabant, bis sie am 1. Januar 2011 in die Gemeinde Oss eingegliedert wurde. Lith liegt an der Maas; bei Lith befindet sich eine Anlage mit zwei Schleusen, die die Schifffahrt auf der Maas unabhängiger vom Wasserstand machen (Prinses Máxima Sluizen: 110 m × 14 m Breite sowie 220 m × 18 m Breite). Diese Schleusenanlage ist (von der Maasmündung aus gesehen) die erste im Fluss; bis Lith sind Auswirkungen von Ebbe und Flut auf den Wasserstand der Maas wahrzunehmen.
Lith ist durch das Buch Dorp aan de Rivier (Dorf am Fluss) von Antoon Coolen bekannt geworden. Der Spielfilm zu diesem Buch von Fons Rademakers wurde in Lith gedreht. 1956 wurde er für einen Oscar nominiert (als bester ausländischer Spielfilm).
1939 gab es eine Gemeindeneugliederung. Die beiden Gemeinden Lithoijen und Oijen en Teeffelen wurden nach Lith eingemeindet. 1958 wurde die Gemeinde Alem, Maren en Kessel aufgelöst: Alem wurde nach Rossum, heute ein Teil von Maasdriel in der Provinz Gelderland eingegliedert; die Ortsteile Kessel und Maren wurden nach Lith eingemeindet.

## Ortsteile
Kessel, Lith, Lithoijen, Maren, Maren-Kessel, Oijen, Teeffelen und Het Wild. 

## Sehenswürdigkeiten
Bergkorenmolen Zeldenrust und Maxima-Sluizen.

## Sitzverteilung im Gemeinderat
Bis zur Auflösung der Gemeinde ergab sich seit 1982 folgende Sitzverteilung:
| Partei                         | Sitze | Sitze | Sitze | Sitze | Sitze | Sitze | Sitze |
| Partei                         | 1982  | 1986  | 1990  | 1994  | 1998  | 2002  | 2006  |
| ------------------------------ | ----- | ----- | ----- | ----- | ----- | ----- | ----- |
| Lithmaatschap                  | –     | –     | 1     | 2     | 4     | 2     | 5     |
| Partij Algemeen Belang         | 3     | 6     | 4     | 4     | 3     | 4     | 4     |
| Dorpen & Duurzaamheid a        | –     | –     | –     | –     | –     | –     | 3     |
| Lijst Van Dorst                | –     | –     | –     | –     | 1     | 1     | 1     |
| Algemene Samenwerking          | –     | –     | 4     | 3     | 3     | 2     | 0     |
| Lijst Van Kilsdonk             | –     | –     | –     | –     | –     | 3     | –     |
| Oijens Politiek Kollectief     | –     | –     | –     | 2     | 2     | 1     | –     |
| Voor Nieuw Beleid              | –     | –     | –     | 2     | –     | –     | –     |
| Lijst Smits                    | –     | –     | 2     | –     | –     | –     | –     |
| Belangengroepering Dorpskernen | 2     | 4     | 1     | –     | –     | –     | –     |
| Politieke Partij Maasdorpen    | –     | –     | 1     | –     | –     | –     | –     |
| Lijst Van Rossum               | 2     | 3     | –     | –     | –     | –     | –     |
| Lijst Martens c                | 3     | –     | –     | –     | –     | –     | –     |
| Lijst Wertenbroek              | 1     | –     | –     | –     | –     | –     | –     |
| Gesamt                         | 11    | 13    | 13    | 13    | 13    | 13    | 13    |

Anmerkungen